# Max Tippmann & Co.
Max Tippmann & Co. war ein deutscher Hersteller von Automobilen.

## Unternehmensgeschichte
Das Unternehmen aus Dresden begann 1902 mit der Produktion von Automobilen. Der Markenname lautete Tippmann. 1904 endete die Automobilproduktion nach nur wenigen hergestellten Exemplaren. Als Automobilwerkstatt existierte das Unternehmen noch länger.

## Fahrzeuge
Das Unternehmen stellte nur ein Modell her. Für den Antrieb sorgte ein Motor mit 6 PS Leistung.